# Cisco (Texas)
Cisco ist eine Stadt im Eastland County im US-Bundesstaat Texas in den Vereinigten Staaten. Das U.S. Census Bureau hat bei der Volkszählung 2020 eine Einwohnerzahl von 3883 ermittelt.

## Geographie
Die Stadt liegt im Nordwesten des Countys, im mittleren Norden von Texas an der Interstate 20 sowie dem U.S. Highway 183 und hat eine Gesamtfläche von 12,6 km².

## Geschichte

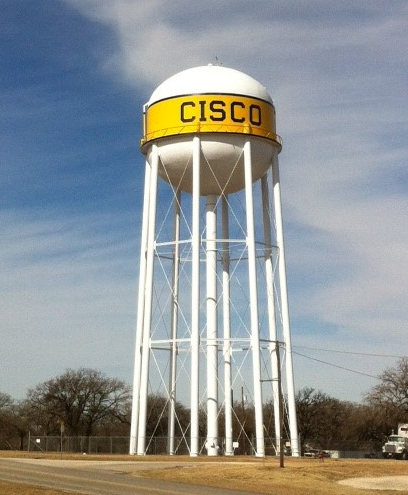
Wasserturm

Die Stadt wurde 1878 oder 1879 gegründet, als Reverend C. G. Stevens in diese Gegend kam und eine Kirche sowie ein Postbüro eröffnete. Damals nannte er die Grenzsiedlung Red Gap. 1881 wurden die Schienen der Houston and Texas Central Railway verlegt, die die ein Jahr zuvor erbaute Eisenbahnlinie der Texas and Pacific Railway nahe Red Gap kreuzte, worauf die Ansiedlung an die Kreuzung beider Eisenbahnlinien verlegt wurde.
Drei Jahre später wurde die Stadt offiziell gelistet und ein neues Postbüro wurde eröffnet. Benannt wurde die Stadt nach John A. Cisco, einem New Yorker Finanzier und Verantwortlichen der Houston and Texas Central Railway.
Conrad Hilton, der Gründer der Hilton Hotels Corporation, kam 1919 in die Stadt, um eine Bank zu kaufen. Da diese aber zu teuer war, kaufte er kurzerhand ein Hotel und legte damit den Grundstein für die Hilton Hotels.
Während des Ölbooms 1919–21 spielte die Stadt eher eine untergeordnete Rolle, jedoch stieg die Einwohnerzahl kurzfristig auf über 15.000 Einwohner. Traurige Berühmtheit erlangte die Stadt in den 1920er Jahren als Austragungsort der Kämpfe zwischen dem Ku-Klux-Klan und den Texas Rangers sowie durch den Santa-Claus-Bankraub am 22. Dezember 1927, wobei die für damalige Verhältnisse unglaubliche Summe von 12.000 Dollar und 150.000 Dollar in Wertpapieren gestohlen wurden.

## Demografische Daten
Nach der Volkszählung im Jahr 2000 lebten hier 3.851 Menschen in 1.491 Haushalten und 970 Familien. Die Bevölkerungsdichte betrug 306,6 Einwohner pro km². Ethnisch betrachtet setzte sich die Bevölkerung zusammen aus 90,00 % weißer Bevölkerung, 3,87 % Afroamerikanern, 0,68 % amerikanischen Ureinwohnern, 0,16 % Asiaten, 0,05 % Bewohnern aus dem pazifischen Inselraum und 4,02 % aus anderen ethnischen Gruppen. Etwa 1,22 % waren gemischter Abstammung und 10,00 % der Bevölkerung waren spanischer oder lateinamerikanischer Abstammung.
Von den 1.491 Haushalten hatten 27,4 % Kinder unter 18 Jahre, die im Haushalt lebten. 48,3 % davon waren verheiratete, zusammenlebende Paare. 12,3 % waren allein erziehende Mütter und 34,9 % waren keine Familien. 31,8 % aller Haushalte waren Singlehaushalte und in 18,5 % lebten Menschen, die 65 Jahre oder älter waren. Die Durchschnittshaushaltsgröße betrug 2,41 und die durchschnittliche Größe einer Familie belief sich auf 3,03 Personen.
24,0 % der Bevölkerung waren unter 18 Jahre alt, 13,4 % von 18 bis 24, 21,7 % von 25 bis 44, 21,4 % von 45 bis 64, und 19,5 % die 65 Jahre oder älter waren. Das Durchschnittsalter war 38 Jahre. Auf 100 weibliche Personen aller Altersgruppen kamen 87,9 männliche Personen. Auf 100 Frauen im Alter von 18 Jahren und darüber kamen 85,4 Männer.

Das jährliche Durchschnittseinkommen eines Haushalts betrug 24.069 USD, das Durchschnittseinkommen einer Familie 31.833 USD. Männer hatten ein Durchschnittseinkommen von 27.222 USD gegenüber den Frauen mit 16.250 USD. Das Prokopfeinkommen betrug 13.504 USD. 21,8 % der Bevölkerung und 13,0 % der Familien lebten unterhalb der Armutsgrenze. Davon waren 30,3 % Kinder und Jugendliche unter 18 Jahren und 20,0 % waren 65 oder älter.

## Söhne und Töchter der Stadt
- Jean Porter (1922–2018), Schauspielerin
- Robert Cluck (* 1939), Kommunalpolitiker
- Ralph McKenzie (* 1941), Mathematiker